# Il compositore Glinka
Il compositore Glinka (in russo Композитор Глинка? - Kompozitor Glinka) è un film del 1952 diretto da Grigorij Vasil'evič Aleksandrov.

## Riconoscimenti
- Premio della Giuria internazionale della critica 1953
  - Festival del cinema di Locarno